# Cairo Lima
Cairo Roberto de Oliveira Lima, mais conhecido como Cairo (Uberlândia, 16 de setembro de 1976), é um ex-futebolista brasileiro que atuava como meio de campo. que está atualmente como treinador de futebol.
Cairo começou a jogar futebol por influencia de sua família e Iniciou sua carreira no Atlético Mineiro, passou por outros clubes do Brasil como Guarani Futebol Clube, Paraná Clube, Gaz Metan da Romênia, Avaí e Atlético de Ibirama de Santa Catarina. depois de pendurar as chuteiras. foi ser auxiliar técnico de Ricardo Drubscky no Volta Redonda e com a ida de Drubscky ao Atlético Paranaense, Cairo esteve novamente como auxiliar e treinador da equipe Sub-23 Atlético, no inicio do Campeonato Paranaense de 2013. em 2013 comandou o Volta Redonda, onde conseguiu deforma inesperada chegar as semifinais da Taça Rio 2013.
O futebolista tambem é tio do streamer Thiago Elias ou, Calango

## Títulos
Atlético-MG
- Campeão Mineiro - 1995, 1999 e 2000
- Copa Centenário de Belo Horizonte - 1997
- Copa Conmebol - 1997

Metropolitano
- Torneio Centenário F.C. Lustenau - 2007